# Dias Perfeitos
Dias Perfeitos é um romance best-seller de terror e suspense escrito pelo carioca Raphael Montes e publicado no dia 18 de março de 2014. Trata-se de uma história de amor obsessivo, protagonizada por Téo, um personagem com fortes indícios de psicopatia.
O livro já ganhou o mercado literário mundial, tendo sido vendido para 14 países, dentre eles Estados Unidos, Inglaterra, Espanha, Holanda, Itália e França. Os direitos da obra foram comercializados para o cinema e recentemente foi anunciado que a adaptação será dirigida por Daniel Filho.
A ideia surgiu a partir da mãe do autor que, depois de ter lido sua última obra Suicidas, pediu para seu próximo livro ser uma história de amor. Assim nasceu Dias Perfeitos, a segunda obra do jovem escritor policial.

## Sinopse
O protagonista do livro é Téo, um jovem e solitário estudante de medicina que divide seu tempo entre cuidar da mãe paraplégica e dissecar cadáveres nas aulas de anatomia. Num churrasco a que vai com a mãe contrariado, Téo conhece Clarice, uma jovem de espírito livre que sonha tornar-se roteirista de cinema.
Clarice está escrevendo um road movie de nome Dias Perfeitos. O texto ainda está cru, mas ela já sabe a história que quer contar: as desventuras de três amigas que viajam de carro pelo país em busca de experiências amorosas. Téo fica viciado em Clarice: quer desvendar aquela menina diferente de todas que conheceu. Começa, então, a se aproximar de forma insistente. Diante das seguidas negativas, opta por uma atitude extrema: desfere um golpe na cabeça dela e, ato contínuo, sequestra a garota.
Elabora então um plano para conquistá-la: coloca-a sedada no banco carona de seu carro e inicia uma viagem pelas estradas do Rio de Janeiro - a mesma viagem feita pelas personagens do roteiro de Clarice. Passando por cenários oníricos, entre os quais um chalé em Teresópolis administrado por anões e uma praia deserta e paradisíaca em Ilha Grande, o casal estabelece uma rotina insólita: Téo a obriga a escrever a seu lado e está pronto para sedá-la ou prendê-la à menor tentativa de resistência. Clarice oscila entre momentos de desespero e resignação, nos quais corresponde aos delírios conjugais de seu sequestrador.
O efeito é tão mais perturbador quanto maior a naturalidade de Téo. Ele fala com calma, planeja os atos com frieza e justifica suas decisões com lógica impecável.

## Recepção da crítica
A Folha de S.Paulo publicou uma crítica negativa ao livro do autor, com o título "Trama policial pouco original tem trechos calcados em clichê" e além disso declarou "Ainda que o enredo não seja muito original (você já viu alguns filmes em que um rapaz aparentemente normal fica obcecado por uma moça e leva a obsessão a consequências extremas...), há momentos de construção cuidadosa de tensão, um interessante aproveitamento da paisagem do Rio de Janeiro e de seus arredores e alguns personagens secundários bem fundamentados (o mesmo não acontece com os protagonistas: a figura feminina, Clarice, se sustenta muito mais do que seu par, Téo)."

Entretanto, Scott Turow fez um elogio “Raphael Montes está entre os mais brilhantes ficcionistas jovens que conheço. Ele certamente redefinirá a literatura policial brasileira e vai surgir como uma figura da cena literária mundial.”
O livro recebeu um total de 4 ★ no Skoob baseado em 7.609 avaliações.
No Goodreads, o livro recebeu 3 ★, baseadas em 1,6 mil cotações.